# クラークストン爆発
座標: 北緯55度47分24秒 西経4度16分37秒 / 北緯55.790度 西経4.277度
クラークストン爆発（クラークストンばくはつ、英語: Clarkston explosion）は、1971年10月21日にスコットランドのグラスゴー付近にあるイースト・レンフルーシャークラークストンのショッピングセンターで発生した事故である。死者数は21人や22人と様々である。
爆発はガス本管からのガス漏れ（後に偶発的であったと決定された）が原因でクラークストン・トール・ショッピングセンター (Clarkston Toll shopping centre) の真下の地下空間にガスが蓄積したために発生した。10月20日に買い物客や店員が店内でガスの強い臭いを訴えたためスコティッシュ・ガスのエンジニアが調査したが、臭いの発生源を特定できなかった。エンジニアは21日の午後2時50分ごろにも来ていたが、その時ガスが引火・爆発し、最低でも21人が死亡し約100人が負傷した。犠牲者には多くの女性店員や買い物に来ていた主婦、現場を通過中だったバスの乗客が含まれていた。爆発により何軒かの店や階段状の駐車場が破壊された。 
漏れたガスが引火した原因は特定されず、ガス漏れ自体は「ストレスや腐食」に起因する偶発的なガス本管の破損の結果とみなされた。
犠牲者は2001年2月に事故現場付近に建立された銘板で記念されている。